# Sonnenkopf (Alpes d'Allgäu)
Le Sonnenkopf est une montagne qui s’élève à 1 712 m d’altitude dans les Alpes d'Allgäu, en Allemagne.